# Sphaerocionium gracile
Sphaerocionium gracile là một loài dương xỉ trong họ Hymenophyllaceae. Loài này được Bory C. Presl mô tả khoa học đầu tiên năm 1843.